# Pandemia de COVID-19 en Kosovo

Mapa de los municipios con casos confirmados de COVID-19 (hasta el 16 de mayo de 2020).

Se confirmó que la pandemia de COVID-19 había alcanzado a Kosovo el 13 de marzo de 2020, cuándo registró sus dos primeros casos de COVID-19 (un hombre de 77 años y una mujer de 20 años) en Vitina provenientes desde Italia. 
Hasta el 21 de diciembre de 2020 se han confirmado 49 169 casos, de los cuales han fallecido 1262 y se han recuperado 36 773. 

## Fondo
En diciembre de 2019 se identificó un nuevo coronavirus que causó una enfermedad respiratoria en la ciudad de Wuhan, provincia de Hubei, China, y se informó a la Organización Mundial de la Salud (OMS) el 31 de diciembre de 2019, que confirmó su preocupación el 12 de enero de 2020. La OMS declaró el brote de una Emergencia de Salud Pública de Importancia Internacional el 30 de enero y una pandemia el 11 de marzo.
La tasa de letalidad de COVID-19  es mucho menor que la del SARS , una enfermedad relacionada que surgió en 2002, pero su transmisión ha sido significativamente mayor, lo que ha provocado un número total de muertes mucho mayor.

## Cronología
El 13 de marzo, se confirmaron los dos primeros casos, un hombre de 77 años de Vitina y una mujer italiana de unos 20 años, que trabajaban en Klina. El Gobierno de Kosovo decidió poner en cuarentena y bloquear las entradas y salidas de estas dos ciudades.
El 22 de marzo, se confirmó la primera muerte por COVID-19. Un hombre de 82 años de la aldea Dumnica de Podujevo fue la primera víctima de la pandemia, que había contraído el virus a través del contacto con su hijo y su hija. Antes de la infección, la víctima sufría de enfermedad pulmonar cardíaca y crónica y en el sexto día de la infección tenía signos de infiltración pulmonar y neumonía masiva en el lado izquierdo.
El 24 de marzo, la decisión adoptada un día antes del Gobierno de Kosovo de detener el movimiento de personas y vehículos para los días siguientes, la decisión prevé la detención del movimiento, excepto los casos de emergencia de 10:00 a 16:00 y de 20:00 a 06:00.
El 26 de marzo, se confirma el primer caso de recuperación, el hijo de la primera víctima de coronavirus resultó negativo en la segunda prueba.
El 2 de abril, el Ministerio de Salud decidió poner en cuarentena y bloquear las entradas en el pueblo.